# 태풍 위투 (2018년)
태풍 위투 (YUTU)는 2018년 제26호 태풍이다. 태풍 망쿳을 뛰어넘는(최대풍속 59m/s)2018년 최강의 태풍으로 기록되었다. 위투는 중국에서 제출한 이름으로 전설 속 옥토끼를 의미한다.

## 개요
2018년 제26호 태풍 위투는 10월 22일 오전 3시에 중심기압 1002hPa, 최대풍속 18m/s, 강풍 반경 220km(남쪽 반경), 크기 '소형'의 열대폭풍으로 미국 괌 동남동쪽 약 1,430km 부근 해상에서 발생하였다.(일본 기상청 태풍정보 속보치 기준) 발생 이후 서~서북서진하며 급발달해서, 10월 24일 오후 9시에 미국 괌 북동쪽 약 210km 부근 해상에서 중심기압 905hPa, 최대풍속 60m/s, 강풍 반경 440km(북동쪽 반경)의 세력 '맹렬한', 크기 '중형'(일본 기상청 태풍정보 속보치 기준)의 태풍으로 최성기를 맞이하였다. 최성기 세력으로 10월 25일 0시에 티니언섬을 관통한 뒤 최성기 세력에서 다소 약화 및 재발달 경향을 이어가다가 서~서남서진하며 필리핀 동쪽 해상에 진입하면서 높은 연직시어로 인해 더 많이 약화되어서 10월 30일 오전 6시에 중심기압 950hPa, 최대풍속 44m/s(일본 기상청 태풍정보 속보치 기준)의 세력으로 필리핀 루손섬에 상륙하였다. 필리핀을 관통한 뒤 남중국해에 진출해서 미미하게 재발달했다가 대륙의 건조 공기 유입과 높은 연직시어로 인해 급약화되어서 한국 기상청 기준으로는 11월 2일 오전 9시에 중국 홍콩 동남동쪽 약 280km 부근 해상에서 중심기압 1002hPa의 열대저압부로 소멸하였다. 일본 기상청 기준으로는 11월 2일 오후 3시에 중국 홍콩 남동쪽 약 240km 부근 해상에서 중심기압 1006hPa의 열대저압부로 소멸하였다. 태풍 위투가 최성기 세력으로 10월 25일 0시에 티니언섬을 관통하면서 티니언섬과 사이판이 괴멸적인 피해를 입었고, 사이판 국제공항 또한 피해가 커서 주간에만 제한적으로 운영중이다.

## 같이 보기
- 2018년 태풍